# Social Smart Building
ソーシャル・スマート・ビルヂング（Social Smart Building）とは、スマートビル（英：Smart building = 利口な・気の利いた建築物）の進化型であり、建物利用者が参加して設備機器の制御を行う建築物のことである。建物を利用する人に対して、設備機器の制御権限を適切に割り振ることより、ひとりひとりに適した快適で便利な建築空間が可能になる。

## 概要
（未編集）

## 事例
（未編集）